# Yang Guang (Skispringer)
Yang Guang (chinesisch 杨光; * 11. Mai 1984 in Tonghua) ist ein chinesischer Skispringer, welcher für den Skiclub Jillin startet.
Yang nahm 2006 an den Olympischen Winterspielen in Turin teil, wo er sich allerdings im Einzel für beide Wettkämpfe nicht qualifizieren konnte und mit der Mannschaft den sechzehnten und damit letzten Platz belegte. Yangs bisher beste Resultate im Continental Cup waren zwei 31. Plätze im September 2009. Im FIS-Cup ist ein 12. Platz im Januar 2009 in Harbin sein bestes Ergebnis. Yang Guang nahm zudem an drei Universiaden teil, 2005 in Innsbruck/Seefeld, 2007 in Pragelato und 2009 in Yabuli. Bei den Winterasienspielen 2011 in Almaty belegte Yang im Einzel den 11. und im Team den 4. und damit letzten Platz. Nach diesen Wettkämpfen machte er eine lange Pause, ist aber mit Stand 2020 wieder im Skisprung aktiv.